# История Гернси

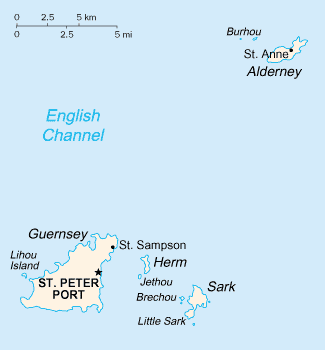
Карта Гернси

История Гернси — история небольшого острова в проливе Ла-Манш, который в настоящее время вместе с соседними мелкими островами составляет бейливик Гернси — коронное владение Великобритании.

## Предыстория

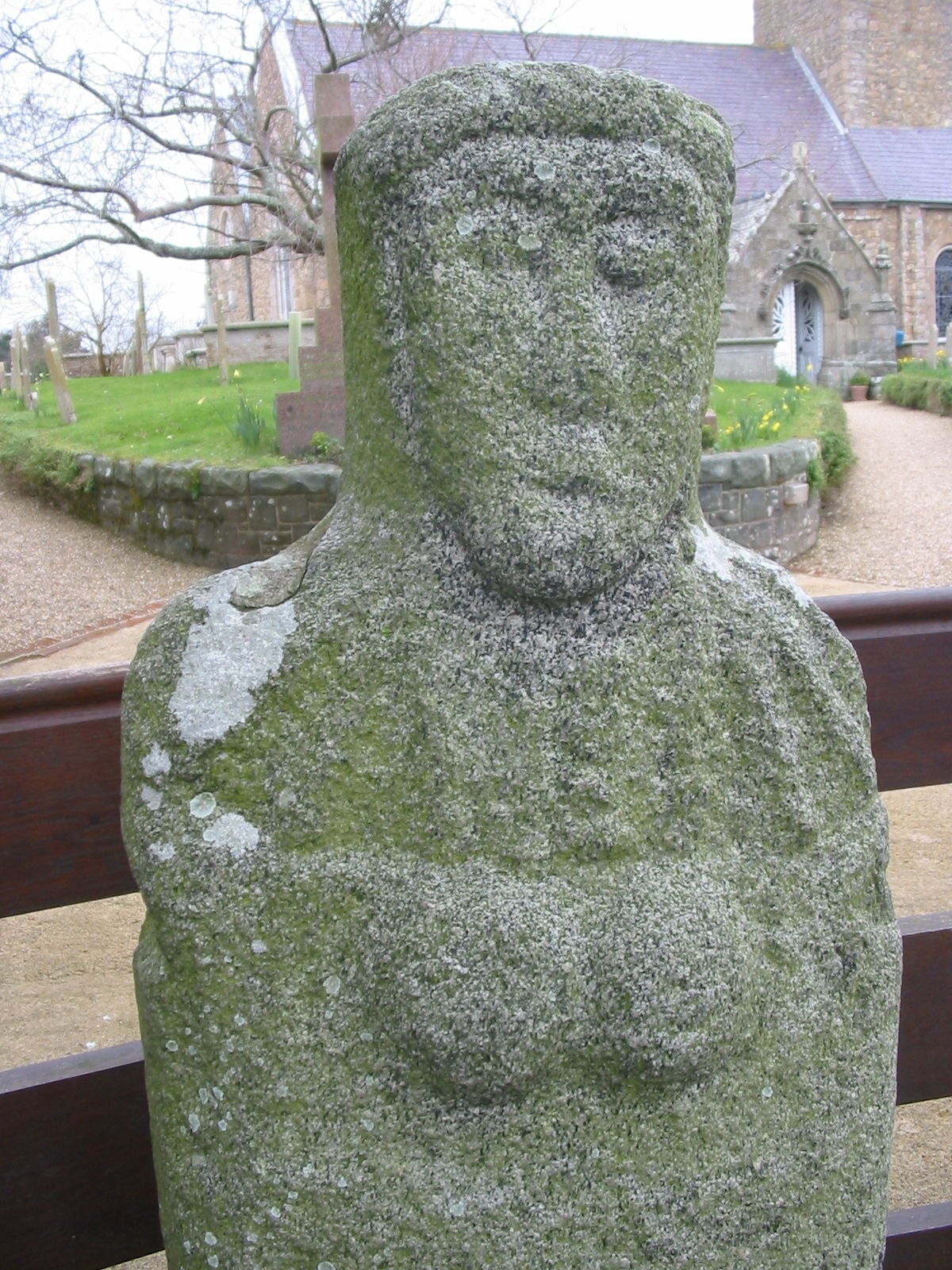
«Бабушка Chimquiere» — статуя-менгир, расположенная возле церкви Святого Мартина

Около 6000 года до н. э. уровень моря повысился и образовался пролив Ла-Манш. Вслед за Великобританией, часть Нормандии отделилась от континентальной Европы и превратилась в острова Гернси и Джерси. Позже на их берегах поселились неолитические племена, которые построили дольмены и менгиры, сохранившиеся до нашего времени.
На острове Гернси найдено два менгира, представляющих большой археологический интерес, а в дольмене, называемом L'Autel du Dehus, находится идол, известный как Le Gardien du Tombeau.
Завоевание Римом Западной Европы сначала привело к усилению миграции, в том числе и на Нормандские острова, где было найдено большое количество кладов, среди которых известный Грувилльский клад. Позднее обнаруживаются следы торговли и римские поселения. Обломки галло-римского корабля III века были найдены в гавани Сент-Питер-Порта. Раскопки показали, что на борту корабля находились серебро из Англии, бретонская керамика, вино в амфорах:9. Небольшая крепость на острове Олдерни, известная как Nunnery, возможно, относится к V веку.

## Ранняя история

### Приход христианства
Во время миграции в Бретань, бритты заняли острова Ленур (прежнее название нормандских островов), в том числе Сарнию (англ. Sarnia) или Лисию (англ. Lisia) — Гернси и Ангию (англ. Angia) — Джерси. Раньше предполагали, что первоначальное название острова было Сарния, но согласно последним исследованиям,  это может быть латинское название острова Сарк («Сарния», тем не менее, остаётся традиционным названием острова[какого?]). Введение христианства на Гернси приписывается святому Самсону, который приехал из Королевства Гвент и позже стал епископом Дольским.
В округе Вале была часовня, посвящённая Святому Маглуару (англ. St. Magloire). Святой Маглуар был племянником Самсона Дольского, и родился около 535 года. Часовня упоминается в булле папы Адриана IV, как находящаяся в ведении нормандской епархии[уточнить] Мон-Сен-Мишель; никаких остатков её до нашего времени не сохранилось. Вполне вероятно, что Святой Маглуар создал центр христианского богослужения на острове до 600 года, хотя часовня, конечно, появилась гораздо позже.
Где-то около 968 года, монахи из Бенедиктинского монастыря на острове Мон-Сен-Мишель пришли на Гернси и создали общину в северной части острова. 

### Герцогство Нормандия
История бейливика Гернси восходит к 933 году, когда острова, прежде принадлежавшие герцогству Бретань, перешли под контроль Вильгельма I, сына Ролло, первого герцога Нормандии. В наши дни остров Гернси и другие Нормандские острова представляют собой последние остатки этого средневекового герцогства. Английская королева Елизавета II, как верховный правитель островов, имеет титул герцога Нормандии (в данном случае термин мужского рода «герцог» сохраняется даже тогда, когда монархом является женщина).
Считается, что когда Роберт I, герцог Нормандии (отец Вильгельма Завоевателя) направлялся в Англию в 1032 году, чтобы помочь Эдуарду Исповеднику, он останавливался на Гернси и подарил землю, теперь известную как Кло-дю-Валье, монахам. Кроме того, в 1061 году, когда на остров напали пираты и разграбили его, местные жители обратились за помощью к герцогу Вильгельму. Он послал на остров Самсона д’Анневиля, которому удалось, с помощью монахов, изгнать пиратов. За эту службу герцог пожаловал Самсону д’Анневилю и монахам была половину территории острова. Та часть, которая отошла к монахам, известная как Le Fief St Michel, включала округа St. Savoir, Сен-Пьер-дю-Буа, Мари-дю-Катель, и Вале.
Потеря Нормандии Англией в 1204 году при короле Иоанне Безземельном привела к изоляции Нормандских островов от континентальной Европы. В течение последующих столетий, как только Англия и Франция вступали в войну, торговля с островами ограничивалась или запрещалась. Даже в то время, когда войны официально не было, остров неоднократно подвергался нападениям пиратов и военно-морских сил с континента:22.

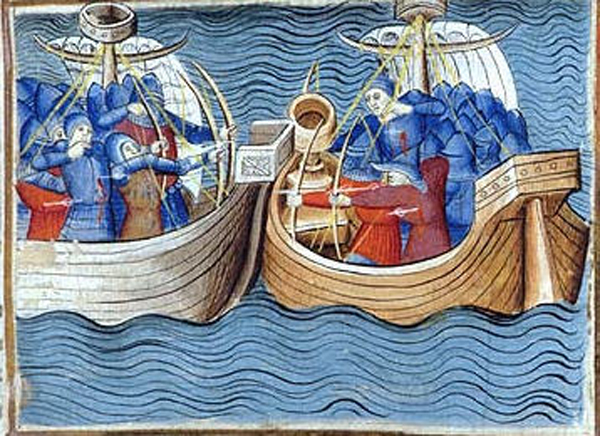
Битва 1342 года

Фортификационные сооружения на островах были улучшены и укомплектованы профессиональными солдатами, а также милицией Гернси, которая помогала защищать остров на протяжении следующих 600 лет. Служба в милиции была обязательной для всех мужчин на острове. В самом начале Столетней Войны, в 1336 и 1337 годах, шотландский король в изгнании Давид Брюс организовал нападения на остров:2. Через несколько лет французский флот захватил остров Сарк, а позже, используя его в качестве базы, занял Гернси и удерживал его в течение двух, а замок Корнет — семи лет:20. Такие нападения повторялись несколько раз.
В 1348 году «Чёрная смерть» добралась до острова, истребляя население. В 1372 году остров был захвачен отрядом Арагонских наёмников под командованием Оуайна Краснорукого, которые были на содержании у французского короля. Нашествие Оуайна и его темноволосых наёмников отражено в гернсийских легендах как вторжение фей[уточнить] из-за моря.
В 1394 году король Ричард II дал островам хартию, согласно которой, за великую преданность Короне, они навечно освобождались от английских налогов, таможенных сборов и пошлин:5–10.
С развитием судостроения и ростом числа портов расширялась торговля Гернси, иногда с помощью торговых договоров, а иногда избегая уплаты пошлин. Гернсийские корабли XIV века были небольшими, водоизмещением 12-80 тонн, с экипажем 8-20 человек:35. 

### Реформация

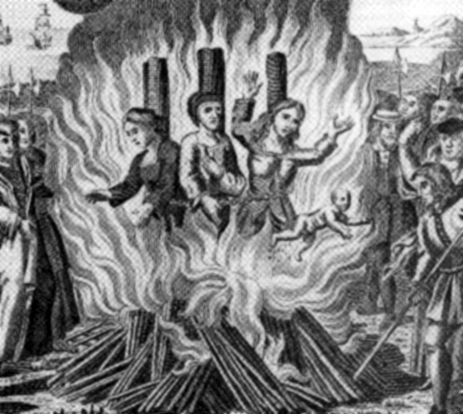
Сожжение мучеников, 1556 год

В середине XVI века остров был под влиянием кальвинистов из Нормандии. В 1556 году, во время гонений на протестантов, три местные женщины, известные как Гернсийские мученицы, были сожжены на костре за свою протестантскую веру. Два года спустя, с приходом к власти Елизаветы I, гонения прекратились.
Французы и пиратство были главными проблемами в торговле Гернси в XVI веке, что требовало присутствия английских военных кораблей. Гернси и Джерси были даны определённые привилегии, чтобы обеспечить лояльность островов английской короне. Одной из них был нейтралитет, позволявший островам вести торговлю и с Францией и Англией, даже когда те были в состоянии войны:69. За счёт налогов с торговли содержался гарнизон острова.

## История раннего нового времени

### Гражданская Война

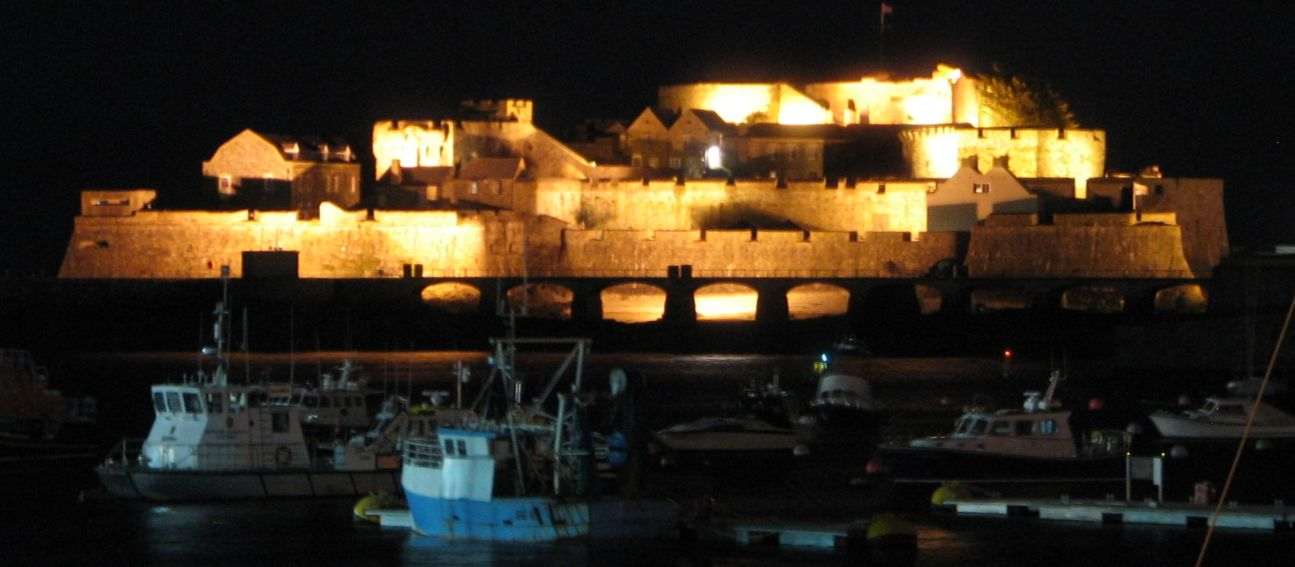
Вид на замок Корнет и гавань Сент-Питер-Порта ночью.

Во времена английской революции, Гернси встал на сторону парламентариев, в то время как Джерси оставался с роялистами. Решение Гернси было связано главным образом с большей долей кальвинистов и представителей других реформатских церквей, а также с отказом Карла I взяться за дело некоторых моряков Гернси, захваченных берберийскими корсарами. Тем не менее, было несколько выступлений роялистов в юго-западной части острова, а замок Корнет был занят губернатором, сэром Питером Осборном, и королевскими войсками. Поэтому пока шла война, этот замок, построенный для защиты Гернси, постоянно бомбардировал Сент-Питер-порт. Это был предпоследний оплот роялистов (капитулировал в 1651 году).

### Эмиграция и торговля XVII и XVIII веков
Торговля ньюфаундлендской треской имела важное значение для Гернси примерно до 1700 года, когда владельцы небольших кораблей обнаружили, что  контрабанда может оказаться более выгодной. Жители острова занимались закупкой товаров для последующей перепродажи контрабандистам, пока уровень контрабанды не снизился в конце XVIII века:245, когда самым прибыльным бизнесом оказалось разрешённое законом каперство.
Во время войн против Франции и Испании в XVII и XVIII веках гернсийские судовладельцы и капитаны выгодно использовали близость острова к континентальной Европе, получая разрешение правительства и обращая свои торговые суда в лицензированных пиратов. Это было очень выгодно. В первое десятилетие XVIII века, во время Войны за испанское наследство, гернсийские каперы захватили 608 призов:120, хотя с другой стороны, около 50 их кораблей было потоплено. Чтобы распределить риски, люди покупали долю в корабле (например ⅛), и получали соответствующую часть призовых денег в случае успеха. Многие островитяне стали богатыми, ни разу не ступив ногой на борт парусного судна. Чем больше вкладывалось денег в это дело, тем крупнее становились корабли, больше команда и лучше вооружение. В конце XVIII века, во время войны за независимость США, которая длилась 8 лет, каперы Гернси и Олдерни взяли 221 приз на общую сумму £981300:168 (в современном выражении, около 100 млн фунтов). Таким образом, Нормандские острова и Гернси в частности выполняли важную роль в блокаде противников Британии.
Во второй половине XVII века король Карл II пожаловал бейлифу острова Джерси Джорджу Картерету земли на западном берегу американского континента, которые были переименованы в Нью-Джерси.
В то же время торговые корабли Нормандских островов стали заходить в Новую Англию. К началу XVIII века, выходцы с Гернси начали селиться в Северной Америке. В 1810 году был создан округ Гернси в штате Огайо:281.
Продолжалась и обычная торговля. Важное место в экономике острова занимала ловля рыбы и производство вязаной одежды. Корабли доставляли за океан такие разнообразные товары, как древесина, сахар, ром, уголь, табак, соль, ткани, готовые изделия, стекло и вино. Торговля шла в основном с Европой, Вест-Индией и Америкой:367.

## XIX век
Во время французских революционных и наполеоновских войн, каперство по-прежнему процветало. Всего Лондон выдал 5632 каперских свидетельства, из которых капитаны Гернси получили 602, для около 70 кораблей водоизмещением от 5 до 500 тонн:175. Свидетельства выдавались конкретному кораблю и судовладельцу и давали разрешение захватывать корабли определённых стран. Корабли стали сильнее и лучше вооружены. Во время этих войн был принят ряд законов о каперстве с изложением правил оценки призовых кораблей, для уменьшения судебных споров.
Для размещения гарнизона британской армии, численность которого увеличилась в ожидании французского вторжения во время наполеоновских войн, был построен Форт-Джордж. Строительство началось в 1780 и было завершено в 1812 году. Пролив Брей-дю-Валье, отделявший северную оконечность острова Гернси от приливного острова Кло-дю-Валье, был осушён и объявлен в 1806 году собственностью британского правительства в качестве оборонной меры. В восточной части бывшего пролива появились город и порт (с 1820 года) св. Самсона — сейчас второй по величине порт на острове Гернси. Западная его часть сейчас называется Ле-Гранд-Гавр. Дорога, называемая «мост», через оконечность гавани св. Самсона, напоминает о мосте, который раньше связывал две части Гернси во время прилива. Были построены новые дороги, а главные дороги вымощены камнем для удобства использования военными:241.
В 1821 году население Гернси составляло 20302 человека, более половины которых (11173), жило в Сент-Питер-Порте. К 1901 году население острова удвоилось:42.
В XIX веке произошло резкое увеличение благосостояния острова, благодаря успехам морской торговли и развитию промышленной добычи камня. Торговые корабли направлялись всё дальше. Один известный житель острова, William Le Lacheur, наладил ввоз Коста-Риканского кофе в Европу, а семья Корбе создала Fruit Export Company. Судостроение также развивалось в 1840-70-е годы, но пошло на спад с уменьшением спроса на деревянные корабли:291.
Добыча камня стала важным занятием жителей острова в XIX веке. Гернсийский гранит высоко ценился, Лондонский мост и многие важные дороги Лондона были вымощены им, в связи с этим в северных округах возникли сотни карьеров. Садоводство развивалось от использования теплиц для выращивания винограда до выращивания томатов, став очень важной отраслью с 1860-х годов. Туризм в Викторианскую эпоху и использование Гернси в качестве убежища[какого?]  также приносили острову доход. Виктор Гюго был наиболее известным из беженцев, скрывавшихся на острове.
Регулярно появляются предприятия лёгкой промышленности. Так, например, Джеймс Кейлер, предприниматель из Данди, в 1857 году  организовал производство мармелада на Гернси, чтобы избежать высоких налогов на сахар в Великобритании. Мармелад, изготовленный на Гернси, продавался по всему миру.
Обычной практикой была депортация бродяг, преступников и даже любого, кто попал в трудное финансовое положение и не был «местным». В период с 1842 по 1880 год около 10 тысяч человек были депортированы:165. В их число входили «местные» вдовы[уточнить] и дети, родившиеся на Гернси от «не местных» родителей, а также люди, которые, хотя и не родились на Гернси, проживали там более 50 лет. Это снизило нагрузку на остальных жителей, которые должны были заботиться о бедных, и препятствовало эмиграции бедняков из Франции, Англии и Ирландии на Гернси, что поощрялось правительствами этих стран.
В конце века, после долгого сопротивления, произошли некоторые перемены: английский язык начали преподавать в школах:268 и использовать в суде, была проведена избирательная реформа:273 и некоторые изменения несправедливого отношения к «не местным» в отношении их задержаний, арестов и депортации за мелкие долги — поскольку для иммигранта было практически невозможно добиться признания «местным», независимо от  благосостояния и десятилетий проживания на Гернси.

## XX век

### Первая мировая война
Во время Первой мировой войны, около 3000 мужчин с острова служили в Британских экспедиционных силах. Из них около 1000 служили в Королевском Гернсийском лёгком пехотном полку, который был сформирован из Королевской милиции Гернси в 1916 году. В августе 1917 года, на Гернси базировалась эскадрилья французских гидросамолётов, предназначенных для борьбы с подводными лодками. Ангары были возведены возле замка Корнет. Это эскадрилья уничтожила 25 немецких подводных лодок.
Экономический кризис 1930-х повлиял и на Гернси. Безработные устраивались на постройку морских оборонительных сооружений и строительство дорог, в том числе Вал-де-Террес, которую торжественно открыл в 1935 году принц Уэльский Эдуард.

### Вторая мировая война
В течение большей части Второй мировой войны, остров был оккупирован немецкими войсками. До оккупации многие дети с Гернси были эвакуированы в Англию к родственникам либо назначенным на время войны опекунам. Некоторые дети так и не воссоединились со своими семьями.

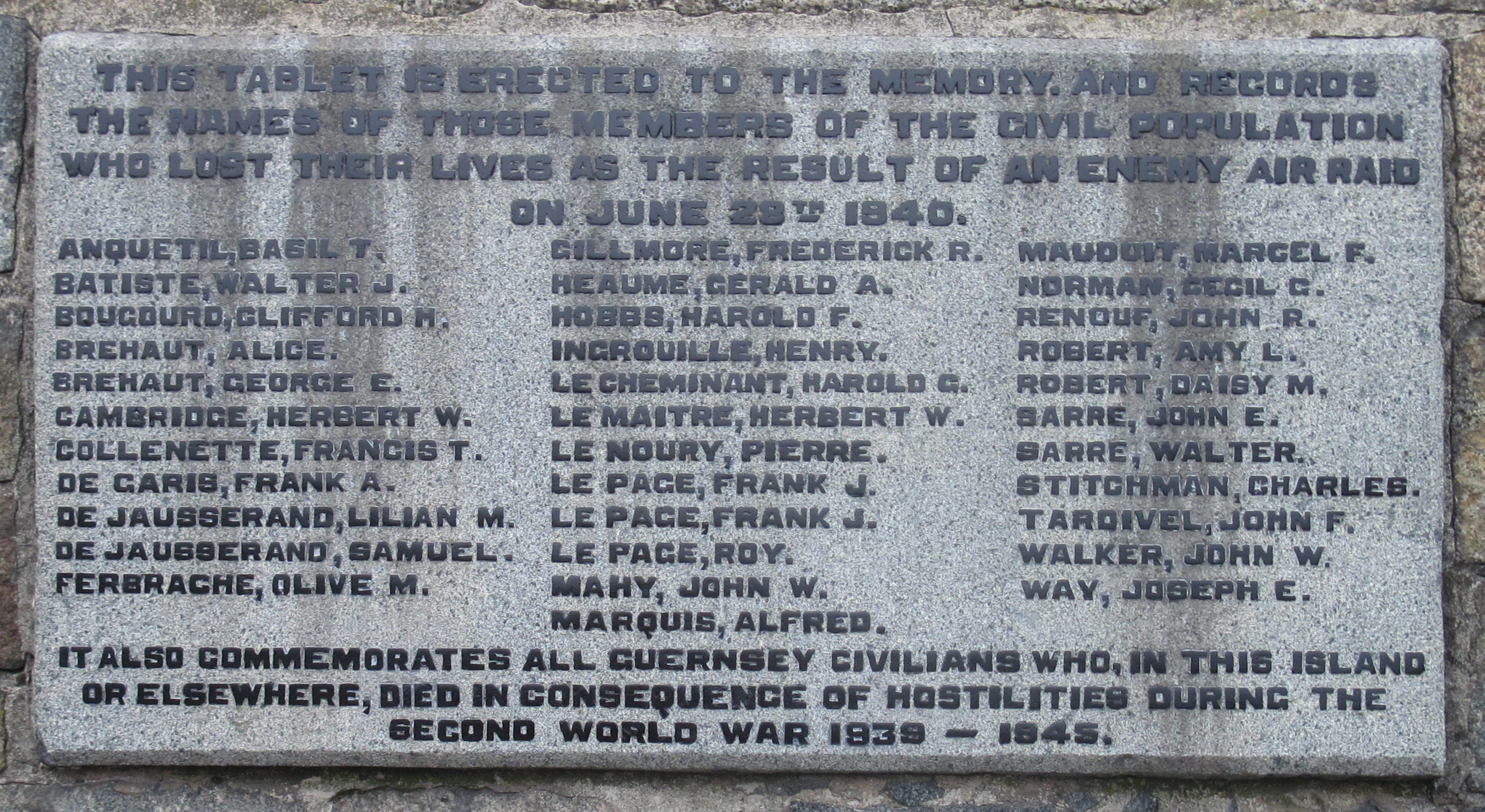
Мемориальная доска мирным жителям Гернси, погибшим от бомбардировки 28 июня 1940 года.

Немецкие оккупационные войска депортировали некоторых жителей в лагеря на юго-западе Германии, в частности, в лагерь Линделе в районе Биберах-на-Рисе. Среди депортированных был Эмброуз (позднее сэр Эмброуз) Шервилл, который, как президент Государственного Контрольного Комитета, был де-факто главой гражданского населения. Сэр Эмброуз родился на острове, во время Первой Мировой Войны служил в британской армии, а позже стал бейлифом Гернси. Трое островитян еврейского происхождения были депортированы во Францию, а оттуда в Освенцим, где и погибли. На Олдерни было построено четыре лагеря для проживания людей, занятых принудительным трудом, в основном из Восточной Европы, два из которых были переданы в распоряжение СС. Это были единственные концлагеря на британской земле, известные под французским названием острова Aurigny.
По требованию оккупационных сил были приняты некоторые новые законы. Например, была предложена награда за информацию о тех, кто рисовал на стенах и зданиях знак «Виктория» — практика, которая стала популярной среди островитян, как способ выразить свою лояльность Великобритании:173.
За время Второй Мировой войны Гернси был очень сильно укреплён, непропорционально своему стратегическому значению. Были использованы даже четыре русских 305-мм орудия образца 1911 года. Гитлером овладела навязчивая идея, что союзники попытаются вернуть острова любой ценой, поэтому более 20 % материалов, использованных на строительство «Атлантического вала» (попытки нацистов защитить континентальную Европу от вторжения с моря) было направлено на Нормандские острова, включая 47000 м³ бетона. Почти все немецкие укрепления остаются нетронутыми, и хотя большинство из них находятся в частной собственности, некоторые открыты для посещения.
В конце 1944 года над островом нависла угроза голода после того, как немецкие войска были отрезаны и доставка продовольствия из Франции прекратилась. Пароход «Вега», зафрахтованный Красным Крестом, привёз продукты и другие предметы первой необходимости на остров.
Остров был освобождён 9 мая 1945 года.

### Послевоенное время
После 1945 года островитянам пришлось заново строить свою жизнь. Возвращались эвакуированные, среди них дети, которые с трудом могли вспомнить своих родственников. Многие хозяйства были разрушены, так как деревянные постройки были разобраны на топливо, остров имел огромные долги, прекратился туризм, остановилась промышленность. Многие традиционные отрасли, такие как рыбная ловля и добыча камня, так и не возродились. Нормированное распределение товаров продолжалось, как и в Великобритании, до середины 1950-х годов.
К 1960-х годам экономика острова восстановилась, снова стал популярен туризм, сельское хозяйство процветало — ежегодно экспортировалось 500 миллионов[чего?] помидоров, однако вскоре наступил крах. Благодаря дешёвым энергоносителям из Северного моря Нидерланды смогли предоставить дешёвое отопление своим производителям, их продукция оказалась дешевле, что в сочетании с ростом цен на топливо привело к полному уничтожению томатной индустрии острова к концу 1970-х годов. Были введены некоторые ограничения, делающие более трудным и более дорогим переселение на остров, из опасений слишком большого прироста населения.
В течение 1970-х и 1980-х годов на острове наступил бум индустрии финансов.  Туризм пришёл в упадок в 1980-х годах, когда цены на отдых в Испании стали намного дешевле, чем на Гернси, так что остров мог рассчитывать только на богатых туристов.
На острове по-прежнему появлялись предприятия  промышленности, например известного производителя электроники Tektronix в 1957—1980 годах и компании Specsavers, созданной в 1984 году.